# Ealdwulf (roi du Sussex)
Pour les articles homonymes, voir Ealdwulf.
Ealdwulf est un roi des Saxons du Sud de la deuxième moitié du VIIIe siècle.

## Biographie
L'existence d'Ealdwulf n'est documentée que par cinq chartes émises entre 765 et 791. La plus ancienne, sur laquelle il apparaît comme donateur avec le titre de roi, concerne des terres à Stanmer, Lindfield et Burleigh offertes au comes Hunlaf. Deux autres rois apparaissent comme témoins de cette donation : Ælfwald et Oslac. Cette donation est confirmée par le roi de Mercie Offa.
Eadwulf est rabaissé au rang de dux (ealdorman) sur les quatre autres chartes où il apparaît, qui sont toutes confirmées par Offa de Mercie. Celui-ci exerce alors visiblement une forme de suzeraineté sur le Sussex. Il joue le rôle du donateur pour deux d'entre d'elles. La première, émise entre 771 et 786, concerne un don à l'abbaye de Selsey de terres à Peartingawyrth et Wealingawyrth. La seconde, datée de 711 (une erreur pour 791), concerne un don à l'évêque de Selsey Wiohthun (en) de bois à Cealtborgsteal.
Sur les deux autres, il joue le rôle de témoins pour des donations effectuées par d'autres duces : Osmund en 770 et Oslac en 780,.